# Czerwiec (roślina)
Czerwiec (Scleranthus L.) – rodzaj roślin należący do rodziny goździkowatych. Obejmuje 13 gatunków. Występują one w Eurazji, Afryce i Australii, poza tym zawleczone zostały także na inne kontynenty. W Polsce rosną w zależności od ujęcia dwa lub trzy gatunki: czerwiec roczny (S. annuus), czerwiec trwały (S. perennis) i czerwiec wieloowockowy (S. polycarpos, uznawany też za podgatunek – S. annuus subsp. polycarpos). Nazwa naukowa rodzaju pochodzi od greckich słów skleros – twardy i anthos – kwiat.
Znaczenie użytkowe tych roślin jest ograniczone, w uprawach występują jako chwasty, niektóre gatunki wykorzystywane są lokalnie jako lecznicze.

## Morfologia
PokrójNiewielkie rośliny jednoroczne, dwuletnie lub byliny o pędach płożących lub wzniesionych, o łodygach okrągłych i rozgałęzionych.
LiścieNaprzeciwległe, siedzące i zrośnięte nasadami. Blaszka liściowa równowąska lub igłowata, na szczycie ostra lub tępa, z pojedynczą żyłką wiązek przewodzących.
KwiatySiedzące, zebrane w luźne lub gęste wierzchotki. Hypancjum dzbanuszkowate. Działki kielicha w liczbie 5, zielonkawe, na brzegu białawe, do 4 mm długości. Płatków brak. Dysk miodnikowy obecny u nasady pręcików, których jest od 2 do 10. Szyjki słupka 2, główkowate.
OwoceJednonasienna, owalna niełupka, zamknięta w trwałym hypancjum i działkach kielicha i z nimi opadająca. Zawiera kuliste i żółtawe nasiono.

## Systematyka
Pozycja systematyczna
Rodzaj należy do plemienia Sclerantheae w podrodzinie Alsinoideae w obrębie rodziny goździkowatych (Caryophyllaceae).
Wykaz gatunków
- Scleranthus annuus L. – czerwiec roczny
- Scleranthus biflorus (J.R.Forst. & G.Forst.) Hook.f.
- Scleranthus brockiei P.A.Will.
- Scleranthus delortii Gren.
- Scleranthus diander R.Br.
- Scleranthus fasciculatus (R.Br.) Hook.f.
- Scleranthus ×intermedius Kitt.
- Scleranthus minusculus F.Muell.
- Scleranthus perennis L. – czerwiec trwały
- Scleranthus peruvianus Muschl.
- Scleranthus pungens R.Br.
- Scleranthus singuliflorus (F.Muell.) Mattf.
- Scleranthus uncinatus Schur
- Scleranthus uniflorus P.A.Will.